# Graswurzelbewegung

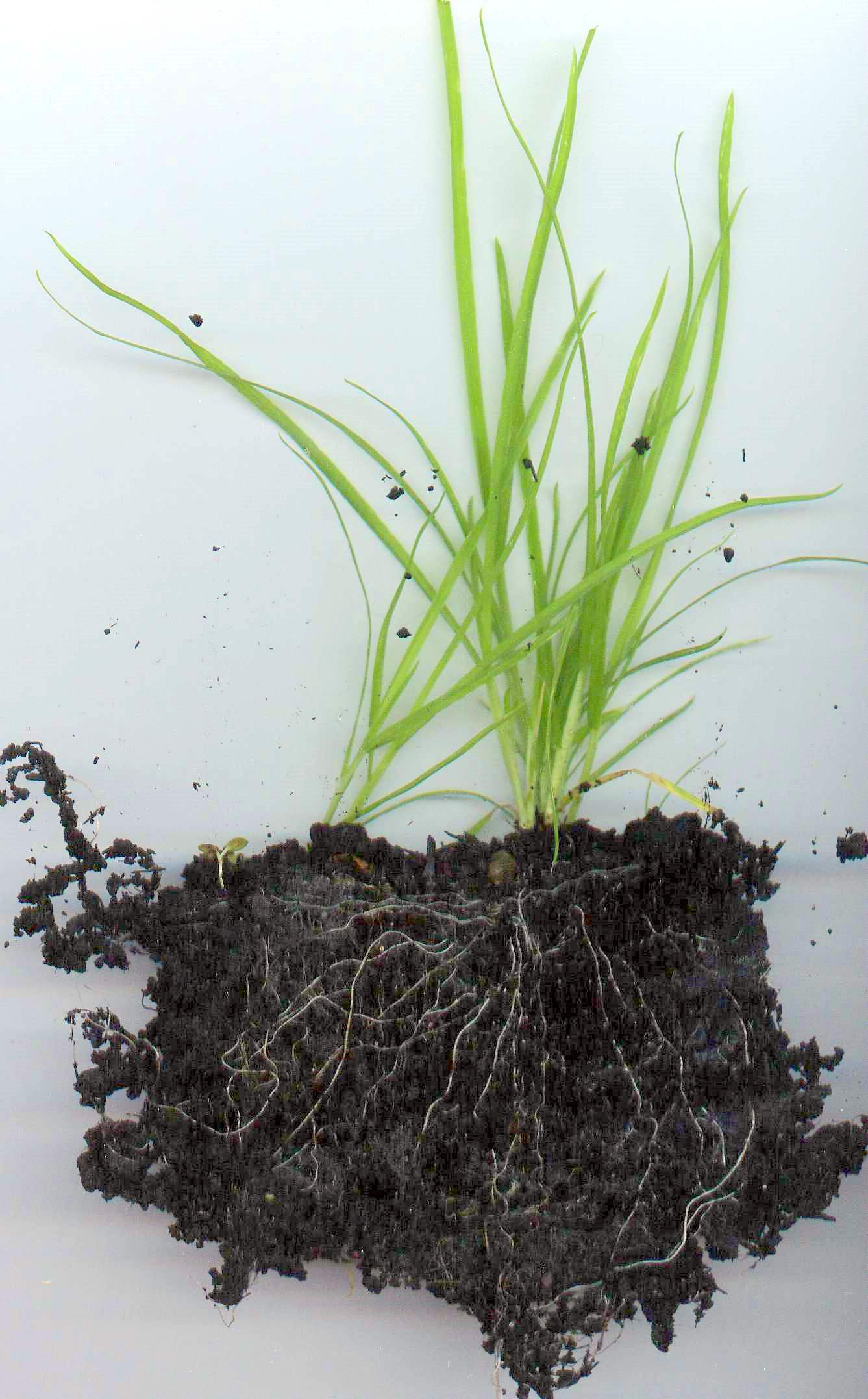
Der Begriff Graswurzelbewegung ist eine Metapher für Initiativen, die in erster Linie von Privatpersonen ausgehen und von unten her entstehen.

Graswurzelbewegung (englisch grassroots movement), auch Basisbewegung, ist eine politische oder gesellschaftliche Initiative (Bewegung), die aus der Basis der Bevölkerung entsteht (Basisdemokratie).

## Sprachliche Herkunft
Es besteht Konsens darüber, dass der Ausdruck aus dem angloamerikanischen Sprachraum stammt. Die zweite Ausgabe des Oxford English Dictionary verweist auf McClure’s Magazine vom Juli 1912, wo die Graswurzel (grassroot) erstmals als Bezeichnung für eine Kampagne oder Organisation verwendet worden sein soll. Mehrere Quellen legen nahe, dass der Begriff aus dem Umfeld von Theodore Roosevelt und seinem damaligen Präsidentschaftswahlkampf stamme.
Der Zeitpunkt der ersten Verwendung des Ausdrucks im Deutschen ist ungeklärt. Der Anarchismusforscher Günter Bartsch führt ihn auf ein vom US-amerikanischen Dichter Walt Whitman schon früher inspiriertes Konzept eines grassroots movement zurück. Andere schreiben die wörtliche Übernahme aus dem Englischen dem Friedensforscher Theodor Ebert oder Personen aus der Bevölkerung zu.
1994 wurde der Begriff in Howard Rheingolds Buch Virtuelle Gemeinschaft verwendet, um die Entstehung virtueller Gemeinschaften durch das Internet zu charakterisieren. Mitunter werden in einem allgemeinen und übergeordneten Sinn auch Bürgerinitiative oder Bürgerbewegung unter dem Begriff Graswurzelbewegung zusammengefasst. Außerdem wird der Begriff heute metaphorisch für jegliche Art von Bottom-up-Ansatz in Politik und Gesellschaft verwendet.

## Charakter
Graswurzelbewegungen haben typischerweise basisdemokratische und konsensorientierte Strukturen, da sie den gewöhnlichen lobbyistischen oder parteipolitischen Meinungsbildungsprozess umgehen wollen. Der Wandel soll durch engagierte Artikulation von Bürgerinteressen gegenüber als starr empfundenen staatlichen Organisationen erreicht werden. Das Internet hat eine große Bedeutung für die Graswurzelorganisierung von Interessen, da es gerade für Ideen außerhalb des Mainstreams eine Plattform bietet, zum Beispiel in Form von sozialer Software, Online-Petitionen oder Diskussionsplattformen, wie man sie durch soziale Netzwerke (wie bspw. Facebook) ins Leben gerufen hat.

### Ideologisch-politische Ausrichtung
Das Ziel von einigen Graswurzel-Initiativen ist es, gesellschaftliche Alternativen zum Bestehenden aufzubauen, bis hin zum revolutionären Anspruch, grundsätzliche Systemveränderungen zu bewirken. Dabei wird sowohl auf den langfristigen Aufbau von Netzwerken gesetzt als auch auf spektakuläre Einzelaktionen, die in erster Linie Öffentlichkeit schaffen sollen. Nicht selten bedient man sich hierbei der Methoden des zivilen Ungehorsams. Einige Vertreter dieser Richtung haben sich ein gemeinsames Dach in der Art eines Netzwerks gegeben, das sich dem Pars-pro-Toto-Prinzip folgend auch Graswurzelbewegung nennt. Ein wichtiges Sprachrohr dieser Bewegung, die mit einem basisdemokratischen und anarchopazifistischen Anspruch auftritt, ist die seit 1972 erscheinende Zeitschrift Graswurzelrevolution.

### Spezifische Ausrichtung
Andere Basisbewegungen lehnen einen umfassenden Ansatz ab und wollen stattdessen in erster Linie Sacharbeit an einem konkreten Thema leisten. In diesem Licht können etwa private Hilfsorganisationen betrachtet werden oder auch der europäische Protest der Softwareentwickler gegen das Vordringen des Patentsystems in ihren Bereich (Softwarepatente).

### Graswurzelbewegungen in Organisationen
In jüngster Zeit wird auch das Phänomen von Graswurzelbewegungen in Organisationen diskutiert. Dabei handelt es sich um Initiativen aus der Mitte von Organisationen, die Missstände oder Verbesserungspotentiale adressieren, die offenbar von Entscheidern ignoriert werden. Mitarbeiter finden sich hier rund um für sie wichtige Themen zusammen, bauen Netzwerke auf und organisieren auch mithilfe interner sozialer Netzwerke Gegenbewegungen zu klassischen Managemententscheidungen. Prominentes Beispiel ist der „Business of War Letter“ bei Google, einer Bewegung innerhalb von Google, die sich gegen die Zusammenarbeit mit dem Pentagon formierte, und schließlich erreichte, dass das Management diese Zusammenarbeit aufkündigte.

## Graswurzelbewegung in der Bundesrepublik Deutschland
In Deutschland entstand Ende der 1960er Jahre, inspiriert von französischen, schweizerischen, britischen und US-amerikanischen Aktivisten sowie Publikationen aus dem Umfeld der international vernetzten War Resisters International (WRI),  ein zunächst loses Netzwerk verschiedener gewaltfreier Aktionsgruppen um die 1972 von Wolfgang Hertle gegründete anarchopazifistische Zeitschrift Graswurzelrevolution, das sich als Graswurzelbewegung bezeichnete und eine gewaltfreie Revolution, im Sinne einer tiefgreifenden gesellschaftlichen Umwälzung, „in der durch Macht von unten alle Formen von Gewalt und Herrschaft abgeschafft werden sollen“, anstrebt(e). 1974 wurde bei einem Treffen gewaltfreier Aktionsgruppen im Internationalen Freundschaftsheim in Bückeburg die „Graswurzelwerkstatt“ als Koordinationsbüro der deutschen Graswurzelbewegung gegründet. 1980 folgte die Gründung der vom Anarchopazifismus beeinflussten Föderation Gewaltfreier Aktionsgruppen. Zu den Akteuren der Graswurzelbewegung in Deutschland gehör(t)en z. B. Wolfram Beyer, Bernd Drücke, Wolfgang Hertle, Tobias Pflüger, Michael Schroeren, Christine Schweitzer, Jochen Stay, Helga Weber und Wolfgang Zucht.

## Einschränkungen in den USA
Im Jahr 2021 wurden in den USA insgesamt 19 Gesetze von republikanisch geführten US-Bundesstaaten verabschiedet, die künftige Wahlinitiativen einschränken.